# Geschiedenis van Brussel

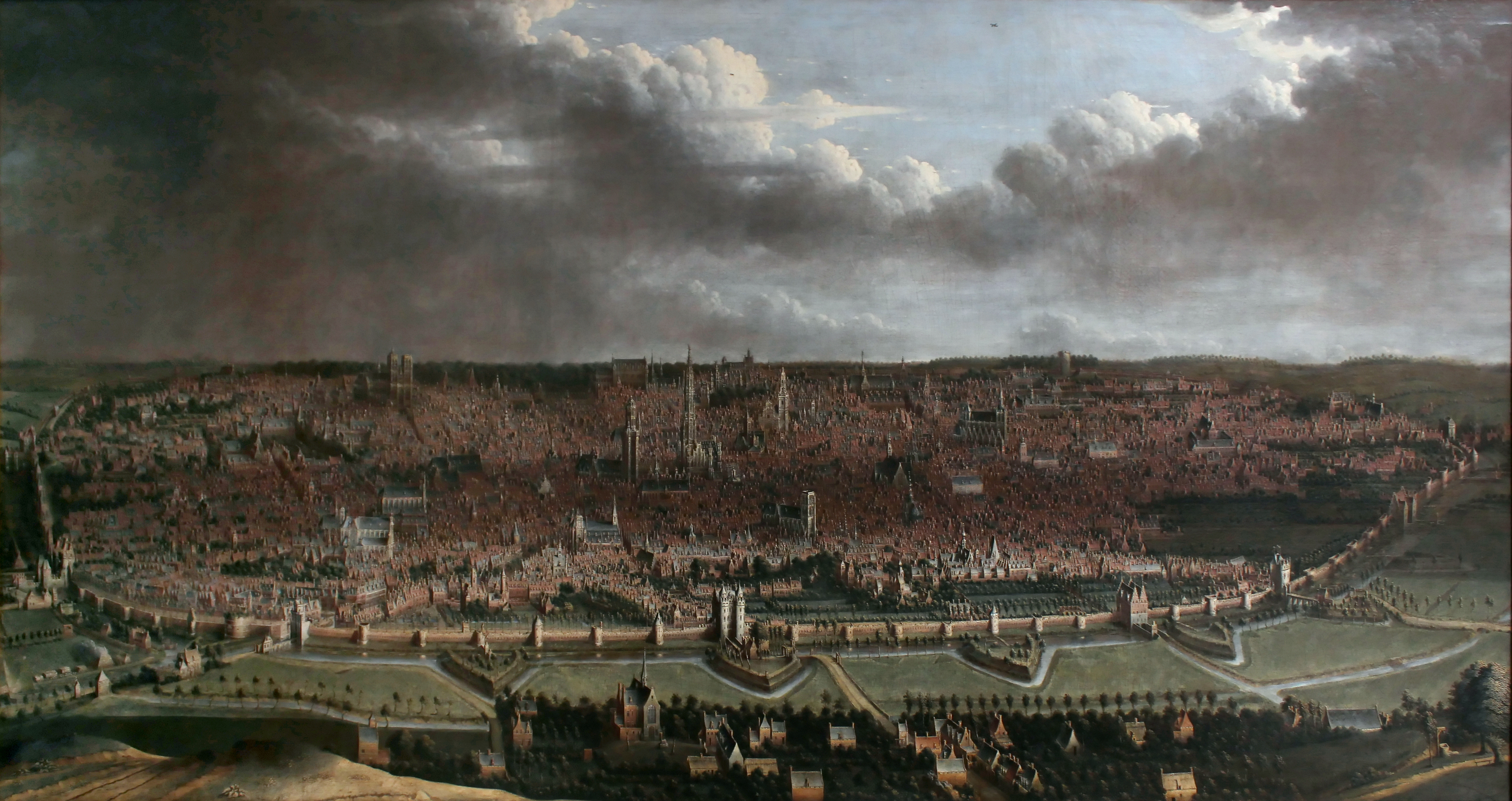
Gezicht op Brussel van Jan-Baptist Bonnecroy (ca. 1665)

De geschiedenis van Brussel loopt vanaf het ontstaan van de stad aan de Zenne kort voor het jaar 1000, over de bloeiperiode onder keizer Karel V en de explosieve uitbreiding buiten de muren in de 19e eeuw, via de intensieve verfransing tot de multiculturele metropool van meer dan een miljoen inwoners die de stad in de 21e eeuw is. Brussel was achtereenvolgens de hoofdstad van het hertogdom Brabant, de Zeventien Provinciën, de Zuidelijke Nederlanden, het Verenigd Koninkrijk der Nederlanden, België, de Vlaamse en Franse Gemeenschap en uiteindelijk ook de Europese Unie.

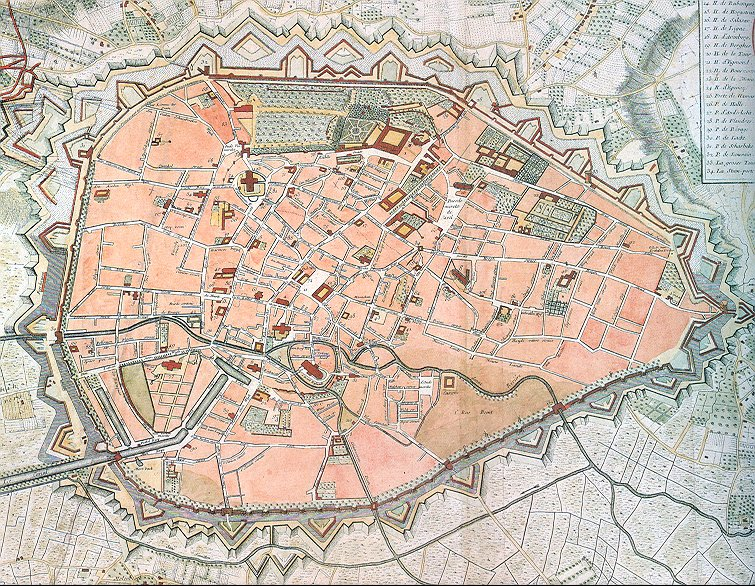
Kaart van de stad Brussel rond 1745

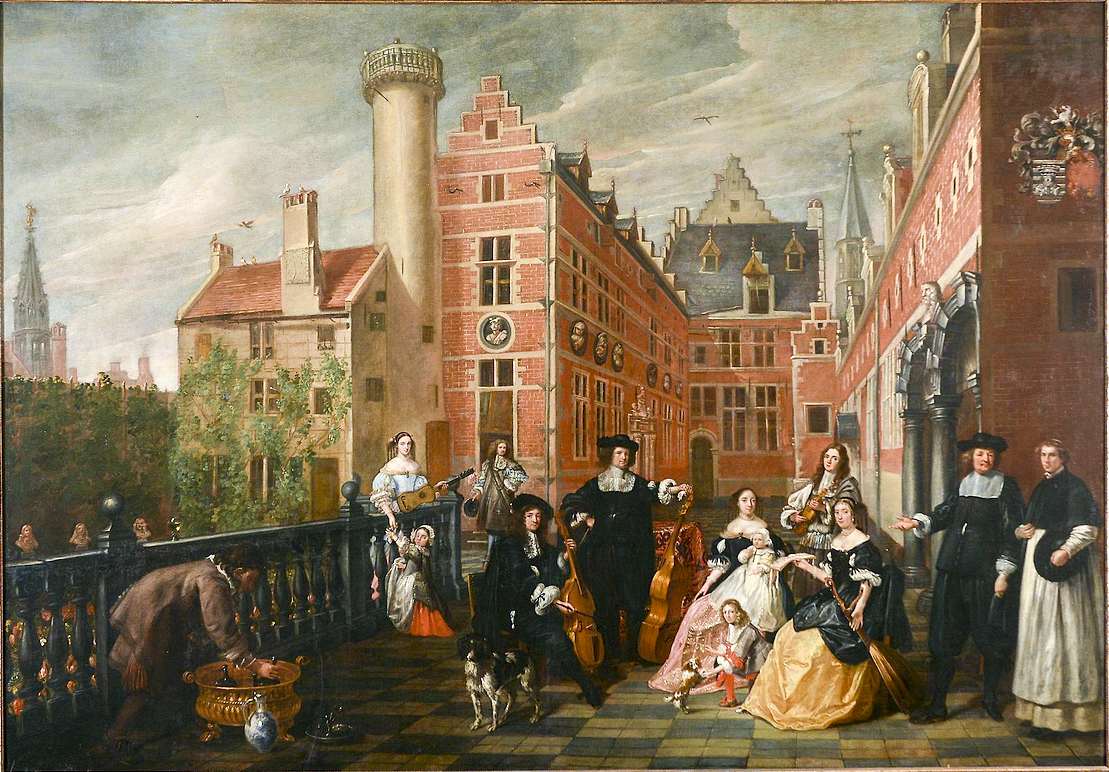
Schilderij van Lancelot Volders met een gezicht op Brussel (1666), dus voor het bombardement van 1695

## Vroegste ontwikkeling

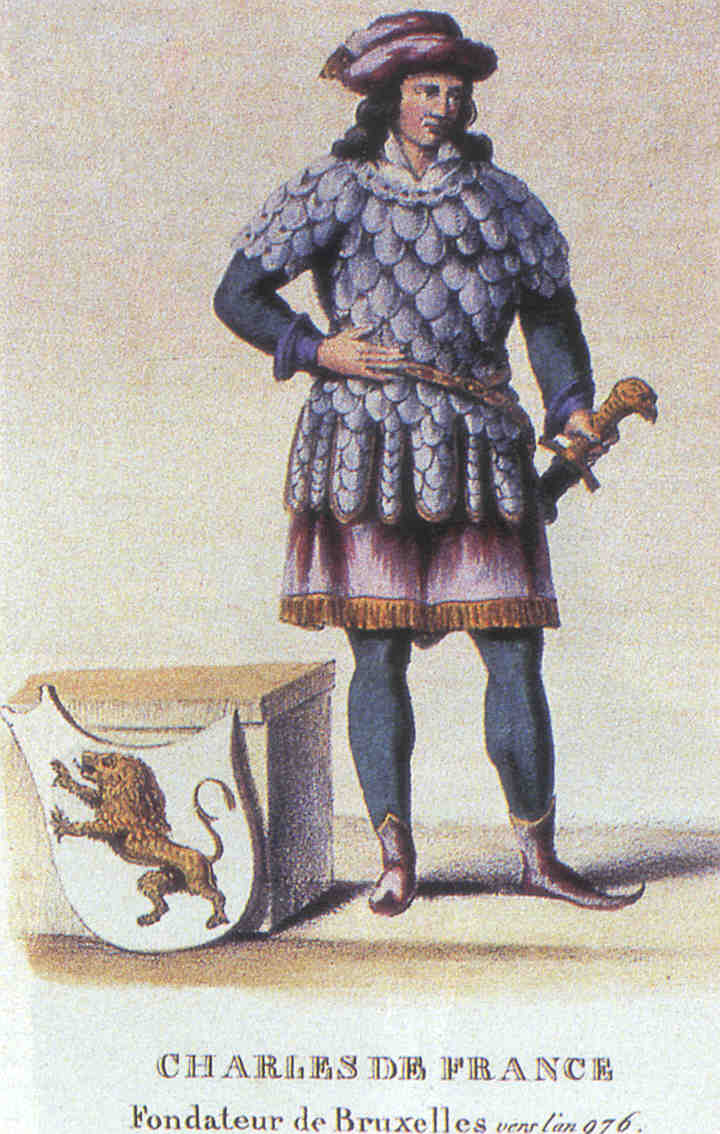
Karel van Frankrijk, stichter van Brussel, 976. Litho (± 1850), naar de ruim verbreide opvatting van toenmalige Brusselse historici.

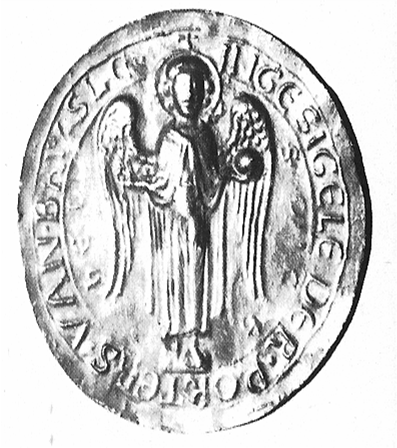
De oudste vermelding van een Brussels stadszegel dateert uit 1231, vlak na de eerste stadskeure. Dit exemplaar uit 1257 is het oudst bewaarde. Het draagt een Middelnederlands randschrift: INGESIGELE · DER · PORTERS · VAN · BRUSLE

De vroegste geschiedenis van Brussel blijft onduidelijk. De oudste bevolkingsgroepen bewoonden het randgebied van het huidige Brussels Hoofdstedelijk Gewest, weg van de moerassige Zennevallei. In het Zoniënwoud werden sporen teruggevonden uit het Neolithicum. In de Bronstijd en de IJzertijd vestigden zich landbouwers op ontboste gronden. In de Romeinse tijd verrezen er in de 1e en 2e eeuw n.Chr. villa's langs weerszijden van de Zenne. Uit deze periode of eerder stammen twee grafheuvels. In de Merovingische tijd, in de 6e en 7e eeuw, verrezen er landbouwgehuchten op heuvels nabij de Zenne.
Kort voor het jaar 1000 begonnen woonkernen nabij de Zenne aaneen te klonteren tot een stedelijk centrum dat een marktplaats bood aan de intensiverende landbouw uit de omgeving. Handelaars en handwerkers vestigden zich in deze portus, waar ook gewassen werden verbouwd en vee geteeld. Het jonge Brussel was deel van de tweede middeleeuwse verstedelijkingsgolf in Noordwest-Europa. Het lag op een naar het noorden lopend riviertje en een oost-westgeoriënteerde handelsroute tussen de oudere steden Brugge en Keulen.
De naam duikt voor het eerst op als Brosella in een Latijnse tekst geschreven rond 1015. In de Oudnederlandse taal van de bewoners heette de stad Bruocsella, een samenstelling van bruoc (broek, moeras) en sele (woning, verblijf). In het vroege Middelnederlands evolueerde dat tot Brussele en Bruesele.
Bestuurlijk lag Brussel in de Brabantgouw en in het bisdom Kamerijk. De gouw Brabant bestond uit vier graafschappen, waarvan het graafschap Brussel het meest oostelijk gelegen was (vermoedelijk beperkt tot het gebied tussen de rivieren de Zenne en de Dijle). Nog voor het einde van het jaar 1000 kwam het graafschap Brussel in bezit van de graaf van Leuven. Deze beschikte weldra te Brussel over een kasteel op de Koudenberg. Het beheer ervan werd overgelaten aan de burggraaf van Brussel. Onder graaf Lambert II Balderik werd midden 11e eeuw het Sint-Goedelekapittel gesticht. Het zetelde in de Sint-Michielskerk op de Treurenberg.

## 12e tot 15e eeuw
De graven van Leuven en Brussel werden omstreeks 1085/1086 ook landgraven van Brabant. In 1106 verwierven ze het hertogschap van Neder-Lotharingen en omstreeks 1183/1184 werden ze in het landgraafschap Brabant verheven tot hertog van Brabant. Brussel genoot in de daaropvolgende eeuwen steeds meer aandacht van de landsheren, enigszins ten nadele van de stad Leuven. Beide steden groeiden met de opleving van handel en industrie in de 12e eeuw.
Begin 13e eeuw kreeg Brussel een eerste stenen stadsmuur. Deze was vier kilometer lang en had zeven stadspoorten. Hij omsloot het Sint-Gorikseiland in de Zenne, de nabijgelegen Nedermerct en de omliggende heuvels. Uitstulpingen namen de Sint-Michielskerk en het Koudenbergkasteel op in de stad. Van deze ringmuur zijn belangrijke delen bewaard gebleven.
In 1229 verleende hertog Hendrik I van Brabant de eerste Stadskeure van Brussel. Dit stadsrecht biedt inzicht in het functioneren van de amman en de schepenbank. Het had vooral aandacht voor de strafrechtelijke aansprakelijkheid van poorters en was feitelijk een vredesregeling die de factiestrijd met en binnen het patriciaat moest temperen. Talrijke welgestelde families uit dit patriciaat zouden in de Spaanse Nederlanden en later de Oostenrijkse Nederlanden adelbrieven verwerven. Ook gemeentenaren konden grote rijkdom vergaren. Vooral de textielsector, gedomineerd door de Lakengilde, ontwikkelde zich sterk in de 13e eeuw. De schapenteelt op de vochtige gronden rond Brussel volstond lang niet meer: wol, aluin en andere grondstoffen werden ingevoerd van over de grenzen, en ook de export van laken was internationaal. De begijnen, die rond 1250 het grootste begijnhof van België waren gestart, vormden een bijzonder onderdeel van deze sector.
In 1236 en 1276 vonden er in Brussel grote stadsbranden plaats. Zoals elders in Vlaanderen en Brabant kende Brussel een woelige start van de 14e eeuw. De ambachten kwamen in opstand, maar moesten zich er na drie jaar strijd in 1306 bij neerleggen dat de Stadsmagistraat en de Lakengilde in handen bleven van de patriciërs. Daarvoor organiseerden dezen zich in Zeven Geslachten.
In 1348 ontstond de Ommegang van Brussel, ter ere van het door Beatrijs Soetkens ontvreemde beeld van Onze-Lieve-Vrouw op 't Stocxken. De Zwarte Dood eiste een hoge tol onder de 40.000 inwoners die Brussel toen telde. De Brusselse joden moesten het ontgelden en werden in 1349 geteisterd door een pogrom. Twee decennia later kreeg de overblijvende gemeenschap te maken met een onterechte beschuldiging van hostieontwijding. Terechtstellingen maakten een einde aan de joodse aanwezigheid in de stad.
Tijdens de Brabantse Successieoorlog wist de Vlaamse graaf Lodewijk van Male Brussel in te nemen na de Slag bij Scheut, op 17 augustus 1356. Hij verving het Diets door het Frans als officiële taal. Dit duurde niet lang, want op 24 oktober drong een honderdtal Brusselse commando's onder leiding van t'Serckaes Brussel binnen, verdreef de soldaten van de graaf van Vlaanderen en gaf de macht terug aan het hertogdom Brabant. Diets werd weer de officiële taal.
De Brusselaars en de Brabanders aanvaardden het gezag van hertog Wencelijn en hertogin Johanna in ruil voor de Blijde Inkomst. Om de stad beter te verdedigen werd het volgende jaar de bouw van een nieuwe omwalling aangevat. Haar tracé is nog herkenbaar in de kleine ring rond de Vijfhoek, hoewel de muur wat meer afgerond was. De lengte van acht kilometer deed het Brusselse grondgebied groeien van 80 naar 509 hectare, meer dan een verzesvoudiging. Fiscaal strekte de jurisdictie zich nog verder uit door de Kuip van Brussel.
In de 14e eeuw bereikte de lakennijverheid haar grootste bloei. De Brusselaars toonden hun rijkdom en autonomie door de bouw van een gotisch stadhuis op de Grote Markt, het economisch centrum van de stad. Reeds in de 13e eeuw stonden daar de vleeshal, de wolhal, de lakenhal en de broodhal. Dit waren eenvoudige constructies waar de handelaren hun kraampjes konden opzetten. De broodhal was vanaf de 14e eeuw verder uitgebouwd en voorzien van een verdieping waar de wolhal dan gehuisvest was.
Onder de zwakke hertog Jan IV wisten de ambachten van Brussel hun positie te verbeteren. Gebruik makend van de rivaliteit tussen hertogin Jacoba van Beieren en haar oom Jan, namen ze de wapens op aan de zijde van de clan Van den Heetvelde en stonden ze achter de benoeming van Filips van Sint-Pols tot ruwaard van Brabant. Verschillende patriciërs werden onthoofd en hertog Jan IV zag zich gedwongen in 1421 het Nieuw Regiment te aanvaarden. Voortaan mochten de ambachten hun invloed laten gelden via de Negen Naties.
In 1430 stierf hertog Filips van Saint-Pol en verviel Brabant aan zijn neef Filips III van Bourgondië, beter bekend als Filips de Goede. Daardoor werd Brabant opgenomen in het Bourgondische Rijk dat zich stilaan begon af te tekenen. In hetzelfde jaar begon de nieuwe vorst het kasteel op de Koudenberg uit te breiden tot een imposant paleis. Hij liet blijken dat Brussel zijn hoofdresidentie kon worden als daartoe de nodige inspanningen werden geleverd. Het stadsbestuur kocht gronden om de hertogelijke warande uit te breiden en financierde de bouw van de Aula Magna. Zeker na de voltooiing ervan in 1459 werd Brussel de hoofdstad van Filips de Goede.
De politieke rol ging niet ten koste van de economie. Weliswaar begon de lakennijverheid aan een neergang, maar andere gespecialiseerde sectoren traden in de plaats. De Brusselse wandtapijten en de Brusselse retabels stonden aan de Europese top. Uit Doornik werd Roger de la Pasture aangetrokken om stadsschilder te worden. In de Zennestad vernederlandste hij zijn naam tot Rogier van der Weyden. Ondanks diens roem zou de Brusselse schildersschool vooral in de breedte groeien en nooit het niveau bereiken van Brugge of Antwerpen. De kracht van Brussel lag in gespecialiseerde luxe-industrieën. Een remmende factor was het Mechelse stapelrecht op de Zenne, dat aanleiding zou geven tot het Groot Stedenproces. Reeds onder Filips de Goede waren er plannen om deze handelsader te kanaliseren. Maria van Bourgondië verleende toelating voor het graven van een volledig nieuw kanaal van Brussel over Vilvoorde naar de Dijle in Mechelen, maar dit kreeg geen vervolg.

## 16e eeuw

### Van Bourgondië naar de Spanjaarden
Door de aanwezigheid van het Bourgondisch hof en zijn centraliserende beleid groeide in Brussel het gewicht van de vorstelijke macht ten nadele van de stedelijke autonomie. Toen de jonge hertogin Maria van Bourgondië in 1477 onverwachts haar oorlogszuchtige vader Karel de Stoute opvolgde, moest ze het hoofd bieden aan de ontevredenheid van de burgers. Met het Groot Privilegie willigde ze heel wat eisen in. Ze trouwde met de keizerszoon Maximiliaan van Oostenrijk uit het Huis Habsburg, tegen wie nogal wat wantrouwen bestond. Aan de vooravond van hun blijde inkomst kwamen de Brusselaars onder het paleisvenster roepen tot de hertogin verscheen om hen gerust te stellen over haar aanwezigheid. Toen Maria van Bourgondië in 1482 op jonge leeftijd stierf, ontbrandde een strijd rond het regentschap over haar minderjarige zoontje Filips de Schone. Net zomin als het opstandige Vlaanderen wilde Brussel de aanspraken van diens vader Maximiliaan zomaar erkennen. Deze had echter geen oren naar de eisen en liet in 1480 twee Brusselse afgezanten onthoofden. Hij werd keizer in 1486 en kwam naar Brussel, waar de stadsmilities zijn Duitse soldaten aanvielen. In 1488 opende Brussel de poorten voor zijn rivaal Filips van Kleef. Pas na een bloedige oorlog wist Albrecht van Saksen het volgende jaar Brussel te doen capituleren.
Filips de Schone trouwde met Johanna de Waanzinnige en bracht zo de Spaanse band tot stand die nog lang het leven in de Nederlanden zou bepalen. Onder zijn korte bewind installeerde Frans van Tassis zijn Tassispost in Brussel. Filips stierf in 1506 en werd als landsheer opgevolgd door zijn zoon Karel van Habsburg. In 1516 werd Karel in de Brusselse Sint-Michielskerk uitgeroepen tot koning van Spanje en in 1519 volgde hij zijn grootvader Maximiliaan op als aartshertog van de Oostenrijkse erflanden en keizer van het Heilige Roomse Rijk. Onder Karel V bereikte Brussel, Princelijcke Hoofstadt van 't Nederlandt, misschien wel zijn grootste bloei. Vanuit het Koudenbergpaleis bestuurde hij zijn wereldrijk. Albrecht Dürer zag er in 1520 de schatten van Montezuma en tegen de Aula Magna werd een monumentale hofkapel aangebouwd. In Anderlecht schreef Erasmus zijn kerkkritische werken.
Het opkomende protestantisme werd door de keizer niet getolereerd. Onder zijn bewind werd de inquisitie georganiseerd en volgden hier en daar ketterverbrandingen. De lutheraanse augustijnenbroeders Jan van Essen en Hendrik Voes waren de eerste protestantse martelaren van Europa: ze stierven in 1523 de vuurdood op de Grote Markt van Brussel. In 1531 keurde keizer Karel V een gewijzigd tracé goed voor het kanaal Brussel-Schelde. Vanwege de Mechelse tegenstand werd het kanaal naar de Rupel ter hoogte van het gehucht Klein-Willebroek gegraven. De graafwerken begonnen in 1550 en waren in 1561 voltooid. De nieuwe Schipvaert was doorgetrokken tot binnen de stadsmuren, waar de oude Zennehaven werd vervangen door nieuwe dokken.

### Adellijke onvrede en geuzenrevolte

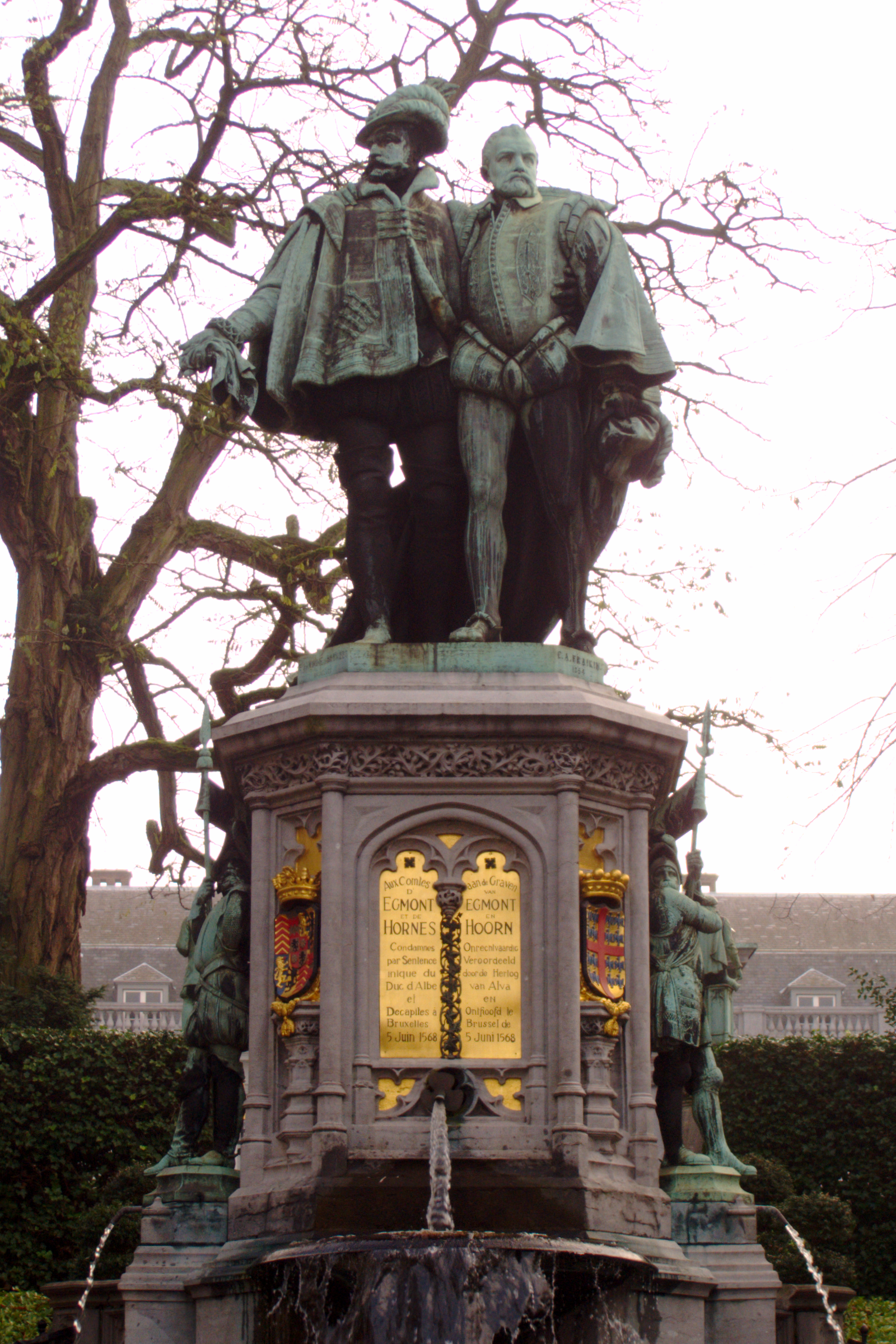
Standbeeld Egmont en Horne

Karel V deed op 25 oktober 1555 in de Aula Magna troonsafstand ten voordele van zijn zoon, koning Filips II. Deze bekwam in 1559 een hertekening van de Nederlandse kerkprovincies door de pauselijke bul Super Universas, die Brussel overbracht van het bisdom Kamerijk naar het aartsbisdom Mechelen. Datzelfde jaar verhuisde Filips naar Spanje. Het bestuur van de Nederlanden liet hij over aan zijn halfzus, landvoogdes Margaretha van Parma. De hoge landadel werd minder bij het landsbestuur betrokken en richtte in 1561 de Liga tegen Granvelle op, die er in 1564 in slaagde kardinaal Granvelle te doen verwijderen. Ondertussen wenste de lagere adel, bij wie het calvinisme populair was, minder godsdienstige vervolging. Ze sloten in 1566 het eedverbond der edelen en overhandigden hun smeekschrift aan landvoogdes Margaretha. Een hoveling die hen uitmaakte voor bedelaars, gaf de Geuzenrevolte haar naam. De hagenprekers en de Beeldenstorm werden door het gezag op afstand van Brussel gehouden, maar buiten het machtscentrum was de situatie niet meer onder controle. Filips stuurde de hertog van Alva om met harde hand in te grijpen. Op 22 augustus 1567 stond hij voor de poorten van Brussel met een leger van 12.000 man. Willem van Oranje had wijselijk zijn Brusselse stadspaleis verlaten, maar anderen hoopten op clementie. Alva stelde op 9 september 1567 de Raad van Beroerten in, die het Hof van Culemborg veroordeelde en verschillende doodvonnissen uitsprak. De terechtstellingen vonden plaats na de verloren Slag bij Heiligerlee: op 1 juni 1568 werden achttien edelen onthoofd op de Grote Zavel, de dag daarna volgde Jan van Montigny met enkele anderen en op 5 juni werden de graven Lamoraal van Egmont en Filips van Montmorency op de Grote Markt gehalsrecht. Vervolgens trok Alva met zijn leger naar het noorden. Zijn schrikbewind kon de opstand niet onderdrukken en luidde de Tachtigjarige Oorlog in.
In de lente en zomer van 1572 veroverden de opstandelingen met behulp van de geuzen diverse steden in de Nederlanden, waaronder Mechelen, Leuven en Diest (zie bezettingen van 1572), maar Alva's zoon Don Frederik heroverde vanuit Brussel de meeste steden spoedig en gewelddadig in de herfst.

### Brusselse republiek
Tot 1576 heerste betrekkelijke rust in Brussel, die verstoord werd toen de koninklijke troepen na de inname van Zierikzee aan het muiten sloegen omdat ze al maanden geen soldij hadden ontvangen. In afwezigheid van de overleden landvoogd Requesens eisten de Staten van Brabant dat de Raad van State, bij wie het gezag berustte, een Staten-Generaal zou bijeenroepen. De Raad weigerde overeenkomstig de wil van de koning en werd daarop in volle zitting gearresteerd in het Koudenbergpaleis. Na deze Orangistische machtsgreep sloten de Nederlandse gewesten de Pacificatie van Gent, waarin men het vertrek van de Spaanse soldaten eiste, maar de katholieke godsdienst en de koning bleef erkennen. Deze eisen werden herhaald in de Unie van Brussel. Don Juan van Oostenrijk aanvaardde de voorwaarden in het Eeuwig Edict, maar bezette op 24 juli de citadel van Namen. Willem van Oranje deed daarop in september zijn intocht in Brussel, waarmee hij triomf uitstraalde ten opzichte van Spanje. Nu de hoofdstad in handen van de rebellen was, zou de opstand zeker slagen. Matthias van Oostenrijk werd aangenomen als nieuwe landvoogd, maar hij bleef in Oranjes schaduw, die feitelijk de leider van de opstand bleef en van de Brusselse stadsraad bovendien de titel ruwaard van Brabant kreeg.
Olivier van den Tympel werd de militair gouverneur van Brussel en het stadsbestuur kwam in handen van een Comité der XVIII. De spanningen namen toe, tussen Brussel en Namen, dat de tijdelijke 'Spaanse' hoofdstad werd, maar ook tussen de katholieke en calvinistische opstandelingen, toen op 28 oktober radicale calvinisten de macht grepen in Vlaanderen en de Gentse Republiek ontstond. Nadat de Slag bij Gembloers van 31 januari 1578 uitdraaide op een vernietigende nederlaag voor de Opstand, ontstond in Henegouwen en Artesië de malcontentenbeweging, die zich fel tegen de protestanten keerde. De malcontenten plunderden het Vlaamse en Brabantse platteland, terwijl de Spanjaarden Leuven, Nijvel en Halle heroverden en Brussel steeds meer bedreigden. De Staatsen besloten daarop de Staten-Generaal van Brussel naar het veiligere Antwerpen te verplaatsen, hoewel men de stad niet wilde opgeven. Men begon te onderhandelen over een Nadere Unie binnen de Unie van Brussel, die te vrijblijvend en te zwak was.
Op 23 januari 1579 kwam de Nadere Unie van Utrecht daadwerkelijk tot stand: een samenwerkingsverband tussen een aantal Nederlandse gewesten, waar ook de belangrijkste Vlaamse en Brabantse steden zich aansloten (de toetreding van Brussel gebeurde in ieder geval vóór juli 1579). In Brussel raasde nu alsnog een Beeldenstorm en werden de katholieke opstandelingen vanaf 1580 vervangen door calvinisten. De calvinistische 'republieken' Gent en Brussel trachtten zich meester te maken van kleine steden in hun omgeving: dit lukte bij Mechelen en Diest, maar mislukte bij Leuven en Halle. Op 26 juli 1581 brak de Nadere Unie definitief met de Spaanse vorst door het Plakkaat van Verlatinghe. De nieuwe landvoogd Frans van Anjou werd niet binnengehaald in het onveilige Brussel, maar in Antwerpen. Na zijn mislukte couppoging werd hij verdreven en vestigden de Staten-Generaal zich nog verder van Brussel in Middelburg. Brussel raakte deze jaren steeds verder geïsoleerd doordat de kleine buursteden in Spaanse handen vielen, terwijl het calvinisme binnen de stadsmuren steeds sterker werd. In september 1584 begon ten slotte het beleg van Brussel door de Spaanse landvoogd Alexander Farnese, de hertog van Parma. Uiteindelijk moest Olivier van den Tympel op 10 maart 1585 de stad overgeven, die opnieuw de Spaanse hoofdstad der Nederlanden werd. Protestanten kregen kort de tijd om te vertrekken of tot het katholieke geloof terug te keren. Bij hen die gedwongen door de omstandigheden vertrokken, behoorde ook de predikant Petrus Plancius, die in Amsterdam opnieuw predikant zou worden en o.a. de VOC mee zou oprichten. De opstand leidde tot de scheiding van de Noordelijke en de Zuidelijke Nederlanden. Brussel bleef de hoofdstad van het zuiden, waar voortaan de Contrareformatie heerste. Dit uitte zich in de komst van de jezuïeten (1586) en de augustijnen (1601).

## 17e eeuw

### Albrecht en Isabella

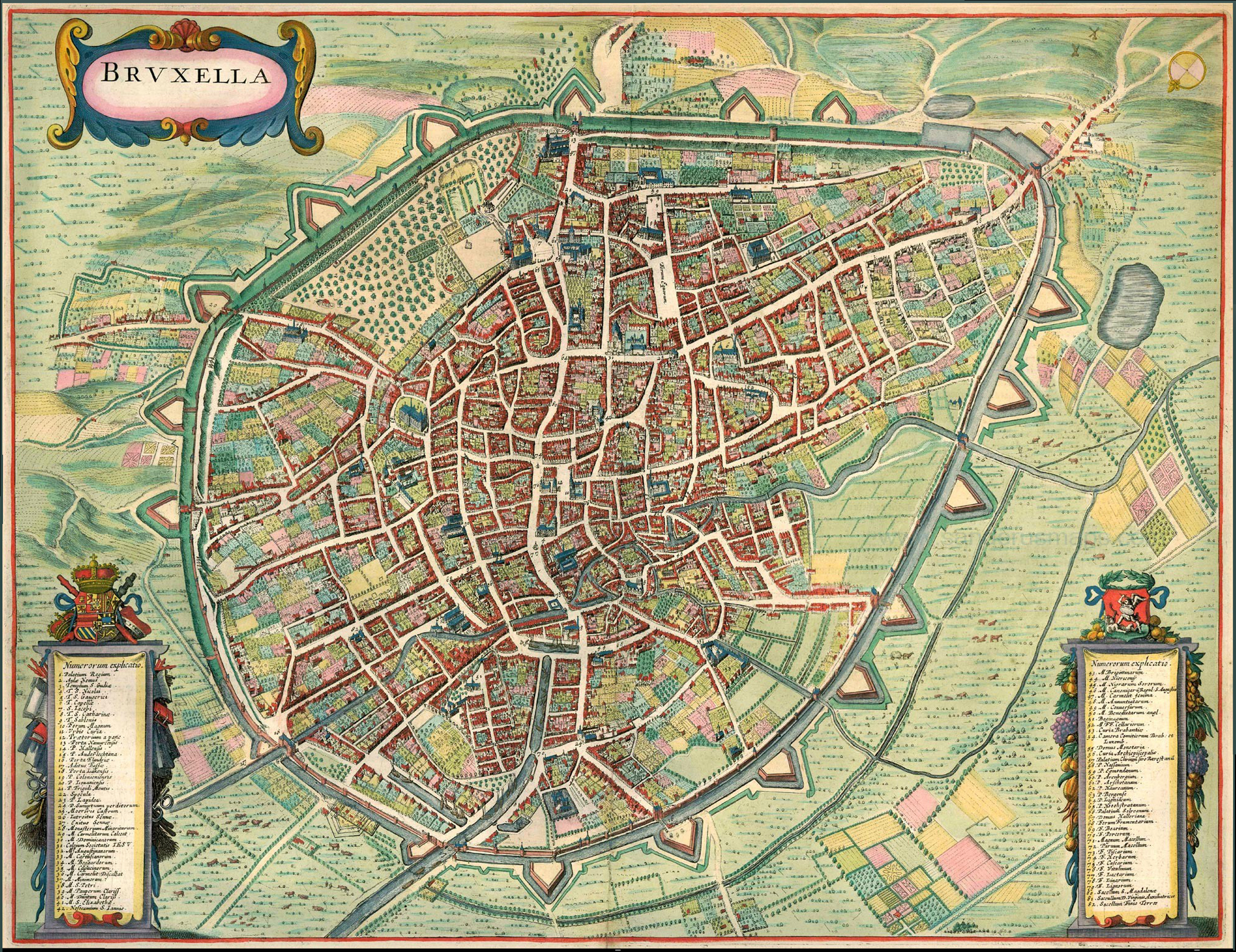
Kaart van de stad (naar Bruxella, Blaeu) rond 1657

In 1595 werd Albrecht van Oostenrijk, neef van de Spaanse koning Filips II, aangesteld tot landvoogd van de Zuidelijke Nederlanden. Hij huwde in 1599 met Filips dochter Isabella, die een jaar eerder van haar vader de soevereiniteit over de Nederlanden had geërfd "voor zo lang als zij door wettige afstammelingen zou worden opgevolgd". Deze voorwaarde zou niet in vervulling gaan, waardoor de in het vooruitzicht gestelde onafhankelijkheid uitbleef. Tijdens de regeerperiode van Albrecht en Isabella, die zou duren tot in 1633, kende Brussel een bloeiperiode als hoofdstad der (Zuidelijke) Nederlanden. In 1609 werd tussen Spanje en het opstandige Noorden het zogenaamde Twaalfjarig Bestand gesloten, een adempauze in de vijandelijkheden. Albrecht en Isabella besteedden de tijd en de middelen die hierdoor vrijkwamen aan de reorganisatie en wederopbouw van hun land. In Brussel werd opnieuw aangeknoopt met de traditie van de jaarlijkse Ommegang. De editie van 1615 was bijzonder feestelijk omdat Isabella op de wedstrijd van de kruisboogschutters de vogel had afgeschoten.
Omdat het huwelijk van Albrecht en Isabella kinderloos bleef, keerden de Zuidelijke Nederlanden in 1633 terug onder het directe bewind van Filips IV van Spanje en zijn opvolgers. In 1648 werd tussen Spanje en de Verenigde Provinciën de vrede van Westfalen gesloten, waarin Spanje de Verenigde Provinciën erkende als een soevereine vrije staat en waarin de grens werd vastgelegd. Dit vredesverdrag maakte officieel een einde aan de Tachtigjarige Oorlog. De Spaanse Nederlanden, met Brussel als voornaamste stad, kwamen onder druk te staan van het Franse expansionisme onder de Zonnekoning en begonnen economisch en cultureel in te sluimeren. Na de Devolutieoorlog (1667-1668) lieten de Spanjaarden in 1672 het Fort van Monterey bouwen om Brussel te beschermen tegen invallen. De stad had weinig te lijden onder de Frans-Spaanse Oorlog (1683-1684), maar bij een volgende gelegenheid des te meer.

### Rampspoed in de Negenjarige Oorlog

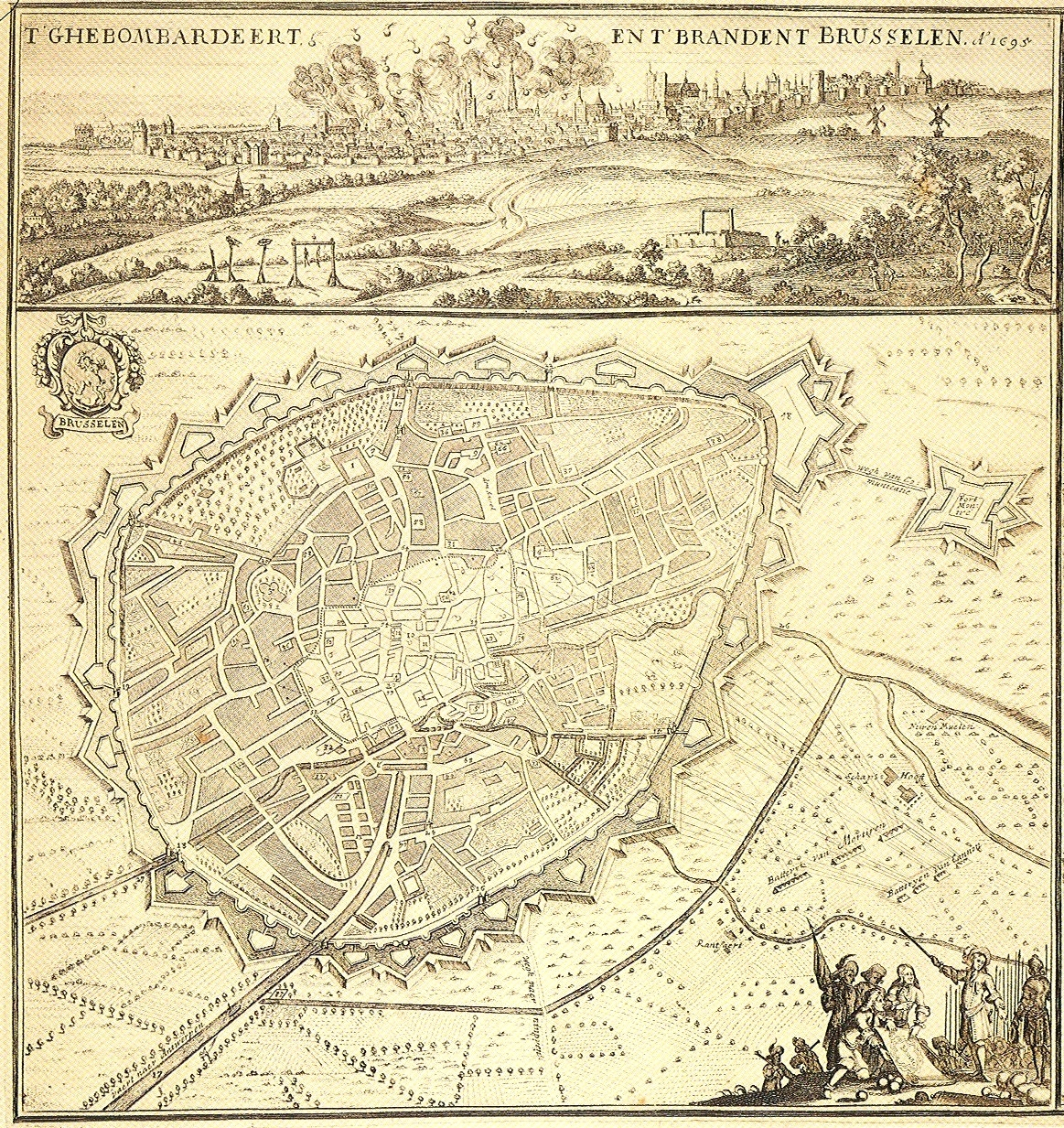
Het Franse geschut vernietigt Brussel (augustus 1695). Voortaan houden versterkte steden op om forten te zijn

In augustus 1695 werd het centrum van Brussel verwoestend beschoten tijdens de zogenaamde Negenjarige Oorlog tussen Frankrijk en de Republiek der Zeven Verenigde Nederlanden, waarin ook Spanje betrokken raakte. De Franse koning Lodewijk XIV liet vanuit Scheut de laagstad in brand schieten met gloeiende kogels. Zijn troepen stonden onder het bevel van maarschalk de Villeroy, die de paleizen in de bovenstad spaarde. Meer dan 4000 huizen werden vernield. In het uitgebrande stadhuis ging Van der Weydens beroemde gerechtigheidstafereel verloren. Behalve kunstwerken gingen ook veel archieven in de vlammen op, grote lacunes latend in de historische kennis. Militair was de beschieting betekenisloos, want de verbondenen namen de citadel van Namen in en trokken via de Maas naar Frankrijk, wat de Fransen dwong om de Zuidelijke Nederlanden te ontruimen. De heropbouw van Brussel werd energiek ter hand genomen en gaf de Grote Markt haar huidige uitzicht.

## 18e eeuw

### Van Spanje naar Oostenrijk
De dood van Karel II van Spanje in 1700 was aanleiding voor de Spaanse Successieoorlog. Voor Brussel betekende dit het verlies van de Tassispost. De oorlogshandelingen kwamen zeer dichtbij, maar zonder veel erg. De geallieerden betraden de stad in 1706 na de Franse nederlaag tegen John Churchill in Ramillies en voormalig landvoogd Max Emanuel werd in 1708 met een uitval van een bombardement gehouden. Met de Verdragen van Utrecht van 1713 werd uiteindelijk overeengekomen dat de Spaanse Nederlanden aan keizer Karel VI toekwamen. Dit bracht de Habsburgse monarchie aan de macht in wat voortaan de Oostenrijkse Nederlanden heette.
De Spaanse Successieoorlog had Vlaanderen en Brabant erg getroffen. In 1716 legde de regering nieuwe belastingen op aan de steden, en stelde hun privileges in vraag. Dit leidt in het voorjaar van 1717 tot rellen in Gent, Antwerpen, Mechelen en Brussel. De Naties van Brussel weigerden de belastingen, ingediend bij de Staten van Brabant. De ambachten, aangevoerd door gildedeken Frans Anneessens, deden een beroep op de oude stedelijke privileges. Als reactie bezette het keizerlijke leger de stad en werd Anneessens ter dood veroordeeld.
In 1724 belastte keizer Karel VI zijn zus Maria Elisabeth van Oostenrijk met de functie van landvoogdes over de Zuidelijke Nederlanden. Tot haar dood in 1741 bleef ze deze taak uitoefenen. Het was onder haar bewind dat in 1731 het Paleis op de Koudenberg door brand werd verwoest. Het hof verhuisde naar het nabijgelegen Paleis van Nassau en het vermaarde oude paleis werd afgebroken.

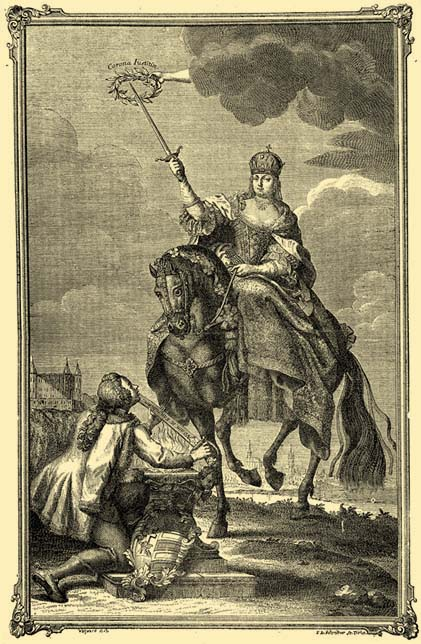
Keizerin Maria Theresia

Na de dood van Karel VI op 20 oktober 1740 werd Maria Theresia van Oostenrijk landsheer van de Nederlanden. Aanvankelijk was Maria Theresia voornemens geweest in ruil voor de Nederlanden de vrede af te kopen van Beieren en vervolgens van Frankrijk. Omdat de koning van Beieren geen interesse had in de Nederlanden, moesten de Nederlanden nu beter worden verdedigd. Er werden legers opgericht en rond Brussel werden versterkingswerken uitgevoerd.

### Karel van Lotharingen en de Oostenrijkse Successieoorlog
Na de dood van de vorige landvoogd in 1741 werd Karel van Lotharingen, een broer van keizer Frans I Stefan (echtgenoot van keizerin Maria Theresia), benoemd tot landvoogd van de Zuidelijke Nederlanden. Hiervoor was Karel van Lotharingen al adjunct geweest van landvoogdes Maria Elisabeth. Het duurde tot 1744 voor Karel in Brussel aankwam. Hij nam zijn intrek in het Paleis van Nassau, maar moest de stad op 26 maart alweer verlaten om een commando op te nemen in de Oostenrijkse Successieoorlog, waarbij Frankrijk tegenover Oostenrijk, Groot-Brittannië en de Republiek kwam te staan. In 1745 vielen Franse troepen de Nederlanden binnen. Ze veroverden het graafschap Vlaanderen en in februari 1746 namen ze Brussel. De stad was zo slecht verdedigd dat ze niet eens beschoten hoefde te worden. Vier dagen na de capitulatie, die op 21 februari ondertekend werd, trokken Franse troepen voor het eerst de hoofdstad binnen. De Zuid-Nederlandse regering vluchtte naar Antwerpen en later naar Aken. De Oostenrijkse Successieoorlog werd datzelfde jaar nog aan de onderhandelingstafel beslecht met de Vrede van Aken. Zodra de Nederlanden aan Maria-Theresia waren teruggegeven, zond zij Karel van Lotharingen er opnieuw heen. De landvoogd keerde in Brussel terug op 23 april 1749. Hij liet het Paleis van Nassau op de kapel na afbreken om plaats te maken voor het paleis van Karel van Lotharingen.

### Vrede
De Vrede van Hubertusburg en van Parijs in 1763 brachten enkele decennia van onafgebroken vrede. Voor de eerste maal sedert het begin van de 17e eeuw werd de zuidgrens niet meer bedreigd. Het Oostenrijks-Frans bondgenootschap was voor de rust van de elf provinciën een garantie voor veiligheid. Daardoor steeg in de Nederlanden ook de populariteit van keizerin Maria Theresia, die in 1772 de Keizerlijke en Koninklijke Academie van Wetenschappen en Letteren van Brussel oprichtte. Ook landvoogd Karel was een graag gezien figuur. Een nieuw urbanisme kreeg vorm in het Sint-Michielsplein, het Koningsplein en het Warandepark. In 1779 werd gestart met de bouw van een centraal stapelhuis voor de tijdelijke opslag van waren en van het Paleis van de Staten van Brabant.
Na de dood van zijn moeder trad keizer Jozef II aan in 1780. Hij was een verlicht despoot met grootse moderniseringsplannen voor het bestuur, het gerecht en de kerk. Als landvoogden stelde hij zijn zus Maria Christina en haar echtgenoot Albert Casimir van Saksen-Teschen aan. Tussen 1782 en 1784 bouwden ze het Kasteel van Laken als nieuwe residentie.

Driekleur van de Verenigde Nederlandse Staten

### Brabantse Omwenteling
Na de kloostersluitingen begon begon keizer Jozef II vanaf 1787 de rationalisering en centralisering van de Oostenrijkse Nederlanden door te voeren. Door een aantal edicten werd het bestuurlijk en gerechtelijk apparaat volledig hervormd met ingang van 1 januari 1787. De zelfstandige Nederlandse provinciën zouden worden vervangen door 9 kreitsen en 35 districten. De Staten van Henegouwen en Brabant reageerden het felst door goedkeuring van belastingen te weigeren. In Brussel was zelfs sprake van een Kleine Revolutie. De landvoogden Maria Christina en Albert Casimir zwichtten en schortten in mei 1787 de invoering van de edicten op, maar de keizer wilde zijn plannen doorzetten. Brabant en Henegouwen volhardden eveneens in hun verzet tegen de belastingen, ten gevolge waarvan de keizer op 7 januari 1789 verklaarde zich niet meer gebonden te achten door de Blijde Inkomst.
In het verzet tegen Jozef II allieerden de behoudsgezinden, vooral te vinden onder de geestelijkheid en het volk, zich met de democratische burgerij. De conservatief Hendrik van der Noot verzamelde met zijn genootschap Voor Outer en Heerd een legertje in Staats-Brabant. Onder leiding van generaal Jan Andries vander Mersch trok dat Keizers-Brabant binnen. Op 17 november verlieten de landvoogden Brussel, samen met Oostenrijkse overheden en ambtenaren. De keizer deed nog een verzoeningspoging door de Henegouwse en Brabantse charters te herstellen, maar de 'revolutionairen' wilden, mede door de steun van de opstand door de gewone bevolking, niet meer van een terugkeer naar een status quo weten.
Op 18 december 1789 deed het Comiteit van Breda te midden van algemene geestdrift zijn intrede in het met de driekleur bevlagde Brussel. Hiermee eindigde het Oostenrijks stelsel dat vierenzeventig jaar had geduurd en begon een zesjarige periode van constante machtswissels. De Staten namen op 27 december achter gesloten deuren de soevereiniteit in handen, waarbij ze de 'natiën' en ambachten, door versterking van de Derde Stand die zij vertegenwoordigden, aan zich bonden. Dit Brussels voorbeeld vond dadelijk navolging te Mechelen en te Namen. Er moest ook nog een hoofdregering gevestigd worden voor de nieuwe Verenigde Nederlandse Staten, maar de behoudsgezinden, onder leiding van Hendrik van der Noot, wilden vooral vermijden dat die hoofdregering in handen van een Nationale Vergadering zou vallen zoals in het Revolutionaire Frankrijk. Op 11 januari kondigden de Staten-Generaal, die in deze hoedanigheid voor het laatst vergaderden, de akte van oprichting der Verenigde Nederlandse Staten af. Deze confederale republiek was in handen van de statisten, die via straatgeweld afrekenden met de progressieve vonckisten.
De Oostenrijkers stelden een ultimatum om de wapens neer te leggen in ruil voor amnestie. Deze verklaring werd verbrand op de Grote Markt van Brussel onder toezicht van de politie. Het kon niet verhinderen dat Bender op 2 december 1790 de stad zonder slag of stoot terugnam. Ondertussen was Jozef II gestorven en zag de nieuwe keizer in de Conventie van Den Haag af van al diens hervormingen.

### Eerste Coalitieoorlog en Franse annexatie

Wapenschild van Brussel, als Keizerlijke stad.

Op 20 april 1792 werd Oostenrijk de oorlog verklaard door het revolutionaire Frankrijk. Deze Eerste Coalitieoorlog begon op 29 april met een Franse inval in de Zuidelijke Nederlanden. Generaal Dumouriez won de Slag bij Jemappes en trok Brussel binnen, maar de Oostenrijkers sloegen terug met de Tweede Slag bij Neerwinden op 18 maart 1793 en herstelden hun bewind. Keizer Frans II kwam op 9 april 1794 naar Brussel om het begin van een nieuwe veldtocht tegen Frankrijk bij te wonen. Hij liet er zich op 23 april op het Koningsplein inhuldigen als hertog van Brabant en Limburg en hield de volgende dag nog een Blijde Inkomst (naar wat later zou blijken de laatste). Na enkele successen van de Oostenrijkers behaalden de Fransen in juli 1794 met de slag bij Fleurus een beslissende overwinning. Op 11 juli werd Brussel ingenomen door de gezamenlijke legers van Pichegru en Jourdan. De Oostenrijkers worden gedwongen om terug te trekken achter de Rijn en de Nederlanden voorgoed te verlaten. Dit markeert het begin van de Franse tijd in België.
Op 1 oktober 1795 besliste de Franse Nationale Conventie tot aanhechting van de Zuidelijke Nederlanden en het prinsbisdom Luik. De Oostenrijkse Nederlanden werden als de negen verenigde departementen ingelijfd bij de Eerste Franse Republiek en Brussel werd gedegradeerd tot hoofdplaats van het Franse Dijledepartement. Op 17 maart 1797 werd de Vrede van Leoben getekend, gevolgd door de Vrede van Campo Formio op 17 oktober, waarbij Oostenrijk de Zuidelijke Nederlanden afstond aan Frankrijk. De revolutionaire wetgeving werd snel overgenomen: nationaal goed werd geconfisqueerd, de gilden en corporaties afgeschaft, de straatnamen gerepublikaniseerd en het stadsbestuur moest overstappen van Nederlands op Frans. Nieuwe instellingen zagen het licht, zoals een École centrale (1797), een openbaar kunstmuseum (1801) of de Académie de Bruxelles (1806). Aan de Franse tijd kwam definitief een einde in 1815 met de nederlaag van keizer Napoleon Bonaparte in de Slag bij Waterloo.

## 19e eeuw
Op het Congres van Wenen beslisten de mogendheden dat de Zuidelijke Nederlanden deel zouden worden van een nieuw Verenigd Koninkrijk der Nederlanden, een monarchie onder koning Willem I. Den Haag en Brussel deelden de functie van hoofdstad. In 1820 werd gestart met de verbouwing van twee ambtsresidenties tot het Koninklijk Paleis van Brussel. Wanneer in hetzelfde jaar het Paleis van de Staten-Generaal afbrandde, werd op dezelfde plaats een nieuw gebouw opgetrokken, het huidige Paleis der Natie (zetel van het Belgisch parlement). In 1822 richtte koning Willem de Algemeene Nederlandsche Maatschappij ter Begunstiging van de Volksvlijt op, de voorloper van de Generale Maatschappij van België. In 1826 werd de Kruidtuin aangelegd.
Onder het beleid van Willem I werd ernaar gestreefd van het Nederlands de officiële taal in Vlaanderen te maken. De katholieken verzetten zich echter hevig tegen deze onderwijspolitiek van de koning en er ontstond een heuse schoolstrijd. Na 1825 sloten liberalen en katholieken zich aaneen en in 1828 kwam de Unie van de katholieke en liberale oppositie tot stand. Hoewel dit Unionisme geen onafhankelijkheid nastreefde, zou het toch uitmonden in de Belgische Revolutie.
Onder invloed van de slechte economische toestand en van de Julirevolutie in Frankrijk kwam het op 25 augustus 1830 tot relletjes in Brussel. Die avond vond ook een opvoering van de Muette van Portici plaats. Op het Muntplein trokken groepen betogers, die zich tijdens de voorstelling hadden gevormd, eerst naar café Suisse en Mille Colonnes. Daarop gingen ze richting Wolvengracht, achter de Munt, waar de pro-Nederlandse krant Le National gevestigd was. Klokslag 22 uur sneuvelde de eerste lantaarn. Dit was het startschot voor een reeks vernielingen doorheen de stad. De menigte had het gemunt op wie verondersteld werd voor het beleid van Willem I te zijn, namelijk de rijke Nederlanders, wier huizen werden geplunderd. De ordediensten konden de toestand niet aan. De volgende dag vreesde de Brusselse burgerij zelf ook het slachtoffer te worden van de volkswoede en besloot ze een burgerwacht op te richten. Ze kregen geweren van het leger uit de Annonciatenkazerne. Toen de eerste groep uitrukte om opnieuw rust en orde in de stad af te dwingen, mispakten de oproerzaaiers zich totaal: ze applaudisseerden en juichten deze burgerwacht toe in de veronderstelling dat ook de burgerij zich bij de opstand aansloot. Niets was minder waar, maar zo kreeg de burgerij terug controle over de stad. De menigte werd gepaaid met enkele gebaren van sympathie zoals enkele traktaties in verschillende cafés. Ongewild kwam de burgerij zo aan de leiding van een opstand die ze zelf eerst wenste te onderdrukken. Op 23 september trok prins Frederik met het regeringsleger Brussel binnen, maar door het hevige verzet van de separatisten was hij gedwongen vier dagen later te vertrekken. Tijdens deze gevechten kwam het Voorlopig Bewind tot stand. Deze regering riep op 4 oktober 1830 de onafhankelijkheid uit.

### Belgische onafhankelijkheid
Op 21 juli 1831 besteeg Leopold I de troon als eerste Koning der Belgen. De nieuwe Belgische staat zorgde voor een aanzienlijke versnelling in de uitbouw van Brussel. In 1830 was Brussel een Brabantse stad waar Nederlands in de vorm van een Brabants dialect de voertaal was. Na de onafhankelijkheid kende het een sterke inwijking van Fransen (gevluchte revolutionairen en anderen), en van Waalse ambtenaren die het jonge Belgische bewind aantrok uit de Waalse provincies om er haar nationale administratie mee te bemannen. Dat bewind werd beheerst door de hogere burgerij en de adel. Enkel deze groepen genoten toen stemrecht. Zij wensten de nationale instellingen enkel in hun eigen taal uit te bouwen. Hierdoor werd het Nederlands verbannen uit alle stedelijke instellingen en uit het bestuur. Deze taalkundige discriminatie viel dus samen met sociale en politieke discriminatie van de gewone bevolking (en lagere burgerij). Een uniek verschijnsel daarbij is het ontstaan van de typische Brusselse spreektaal, in wezen een variante van het Nederlands, maar met sterke invloeden van het Frans.
In de negentiende eeuw kende Brussel ook een sterke industriële ontwikkeling. In 1832 werd het kanaal Brussel-Charleroi in gebruik genomen. De spoorlijn Brussel-Mechelen, slechts vier jaar na de onafhankelijkheid, was de eerste spoorweg op het Europese vasteland. In 1844 startte de bouw van het Noordstation aan het Rogierplein. In 1847 werd een nieuw stapelhuis geopend dat over betere verbindingen met de nieuwe spoorwegen beschikte. In 1853 werd de Leopoldswijk en Noordoostwijk (grondgebied van Sint-Joost-ten-Node) aangehecht met de oostelijke uitbreiding van Brussel en in 1864 volgde de Louizalaan en het Terkamerenbos (Elsene) met de zuidelijke uitbreiding van Brussel.

### Leopold II
Onder Leopold II, schertsend de 'koning-architect' genoemd, werden ettelijke prestigieuze gebouwen voor de hoofdstedelijke instellingen opgetrokken. Ook enkele hedendaagse parken, grote lanen (zoals de Tervurenlaan en de Anspachlaan) en gehele wijken (Noordruimte, Zuidwijk (Brussel), Leopoldswijk, Wijk van de Squares ...) werden aangelegd. De Zenne werd overkapt (omdat de vervuiling ziekten meebracht) en het Justitiepaleis werd gebouwd. Het Jubelpark werd aangelegd om in 1880 de vijftigste verjaardag van de Belgische onafhankelijkheid te vieren. In 1888 en 1897 werd daar de wereldtentoonstelling gehouden.
Door de zware druk vanwege de overheid en door de inwijking van Walen en Fransen ontstond toen ook een aanhoudende verfransing van de bevolking. Niettemin kregen de Franstaligen slechts rond het midden van de twintigste eeuw numeriek de overhand. Samen met deze evolutie groeide ook het hoofdstedelijke gebied. Begin 19e eeuw telde dat slechts een zestal gemeenten rond de hoofdstad. Naarmate de verstedelijking en de verfransing oprukten, werden omringende gemeenten bijgevoegd. Dat gebeurde bij tienjaarlijkse talentellingen. Zodra daarbij het aantal Franstaligen en tweetaligen boven bepaalde grenzen raakte, werd de betrokken gemeente bij het hoofdstedelijke gebied gevoegd.

## 20e eeuw
In 1910 werd het goederenstation van Thurn en Taxis in gebruik genomen. Tijdens de Eerste Wereldoorlog bouwde de Duitse bezetter op een grasstrook langs de Haachtsesteenweg in Haren enkele houten loodsen voor zeppelins. Dit vormde de basis voor de eerste nationale luchthaven van België. In 1921 werden Haren, Laken, Neder-Over-Heembeek en de noordelijke uitbreiding geannexeerd zodat Brussel voortaan de grootste gemeente van het Brusselse gewest werd (Wet van 30 maart 1921 tot het vergroten der stad Brussel, met het oog op de uitbreiding der zeevaartinstellingen). Een jaar later werd het verbrede kanaal Brussel-Rupel in gebruik genomen en werd 'Brussel Zeehaven' ingewijd.

### Tweede Wereldoorlog
Tijdens de Tweede Wereldoorlog werd Brussel op 17 mei 1940 bezet door de Duitse nazilegers. Op 28 mei 1940 eindigde de Achttiendaagse Veldtocht in een capitulatie van het Belgisch leger en keerde de koning naar zijn paleis in Laken terug. Op 28 oktober 1940 drukten de bezetters wetten met betrekking tot de Joden door. In 1941 volgde sluiting van de Université Libre de Bruxelles op Duits bevel. De universiteit wilde geen medewerkers uit pro-Duitse Vlaamse kringen accepteren.
Burgemeester Joseph Vandemeulebroek ging in 1940 akkoord met een register op te stellen waarin 5640 Brusselse Joden werden vermeld. Eind augustus 1942 zetten de Duitsers Vandemeulebroeck af en stelden de pro-nazistische Jules Coelst aan als waarnemend burgemeester. Deze weigerde overigens Jodensterren te verdelen. Ook verbood hij de Belgische politie mee te doen aan razzia's. In september 1942 volgt oprichting van Groot-Brussel dat wordt beheerd door pro-Duitse politici en Jan Grauls wordt burgemeester van Groot-Brussel.
Op 3 september 1944 kwam de bevrijding van Brussel door de Britse troepen onder generaal Sir Miles Dempsey en terugkeer van burgemeester Vandemeulebroek naar het Stadhuis. Het Justitiepaleis werd door de Duitsers vlak voor de bevrijding nog in brand gestoken. In dat jaar vonden bombardementen van Brussel door V1-vliegende bommen plaats.

#### Jodenvervolging
De Jodenvervolging was vanwege het militaire bestuur van België, in Brussel niet zo scherp als bijvoorbeeld in Nederland. De Joden vormen de grootste groep Brusselse slachtoffers uit de bezettingstijd.
De bezetters vestigden in Brussel hun Landelijke Anti-Joodsche Centrale onder leiding van Pierre Beeckmans. Volgens een telling van deze centrale uit 1941 woonden er in Groot-Brussel 21.734 Joden boven de 15 jaar. De bezetters trachtten gaandeweg de meeste Joden uit het land in Brussel, hoewel de Joodse gemeenschap in Antwerpen voor de oorlog ongeveer 45.000 mensen telde.
De meeste Brusselse Joden hadden de Poolse nationaliteit. Mede daardoor was volgens historici hun willigheid om mee te werken aan maatregelen van de bezetter gering. Van de 12.000 geregistreerde Joden in Brussel werden er 4.460 gedeporteerd, percentueel de helft van de Antwerpse Joodse bevolking. Op 26 juni 1942 werden 86 volwassen Joodse mannen naar Noord-Frankrijk afgevoerd voor werk aan de Atlantikwall. Er vond in Brussel slechts één razzia plaats, op 3 september 1942. Hierna doken Joden in groten getale onder.
In 2012 bood de burgemeester van Brussel officieel zijn excuses aan voor de Jodenvervolging.

### Na de oorlog: verbrusseling
Na de oorlog werd na decennia werken, waarbij het hart van de stad een open bouwwerf was, eindelijk de Noord-zuidverbinding geopend. In 1958 werd er op de terreinen van het Heizelplateau in het noordwesten van Brussel 'Expo 58' georganiseerd, wat een beweegreden was voor grote ingrepen in de stad zoals de aanleg van de tunnels op de kleine ring, de bouw van het viaduct van Koekelberg en de aanleg van het eerste deel van de grote ring. Nadien kreeg Brussel (nog meer) te maken met het fenomeen van de verbrusseling, een pejoratieve term voor de stedelijke ontwikkeling in Brussel in de jaren 60 en 70. Zo werd de Noordwijk met de grond gelijk gemaakt voor futuristische plannen als het Manhattanplan en werden monumenten als het Volkshuis van Horta afgebroken. Het waren de hoogdagen van Paul Vanden Boeynants en Charly De Pauw.
In 1976 opende de eerste metrolijn van Brussel.

### Immigratie
Een belangrijke evolutie was de verschuiving van de aard van de immigratie. De (groot)stedelijke bevolking werd in de jaren 60 en vooral 70 aangevuld met arbeidsmigranten uit Zuid-Europa, Noord-Afrika (vooral Marokkanen) en Turkije. In de jaren 80 en 90 ging deze evolutie verder, vooral via zogenaamde familieherenigingen. Daarnaast kwam ook een sterke immigratie uit Centraal-Europa, met name Polen. Door de functie als Europese hoofdstad verblijven ook veel andere EU-burgers al dan niet permanent in Brussel.

### Overige gebeurtenissen
Op 22 mei 1967 verwoestte een zeer ernstige brand overdag het warenhuis L'Innovation, waarbij circa 251 doden en 63 gewonden vielen.
In de jaren 1980 werd diverse malen massaal gedemonstreerd tegen de kernbewapening, onder andere op 25 oktober 1981 door 150.000 mensen en op 23 oktober 1983 door 300.000 mensen, tegen de plaatsing van Amerikaanse kruisraketten op de Vliegbasis Florennes.
In 1987 verdween het Meli-pretpark op de Heizel, een restant van Expo 58, om plaats te maken voor Bruparck, Kinepolis en Mini-Europa.
Het Brussels Hoofdstedelijk Gewest, met eigen Brussels Parlement en Brusselse regering, werd opgericht in 1989. De eerste minister-president van het Brussels Hoofdstedelijk Gewest was Charles Picqué.

## 21e eeuw
In 2000 werd Brussel officieel benoemd tot 'Capital of Europe'. In hetzelfde jaar was de stad culturele hoofdstad van Europa.
Met de sluiting van de metroring in 2009 werd het metronetwerk geherstructureerd. In 2015 werd het Gewestelijk Expresnet rond Brussel in gebruik genomen. De volledige afwerking van het S-net wordt echter pas tegen 2025 voorzien.
Op 22 maart 2016 vielen bij bijna gelijktijdige aanslagen op de luchthaven van Zaventem en het metrostation Maalbeek in Brussel 32 doden en circa 200 gewonden. Op 20 juni 2017 probeerde een terrorist een spijkerbom te laten ontploffen in station Brussel-Centraal, maar de poging mislukte. De dader werd doodgeschoten nadat de mislukte ontsteking van de bom een lichte explosie veroorzaakte.

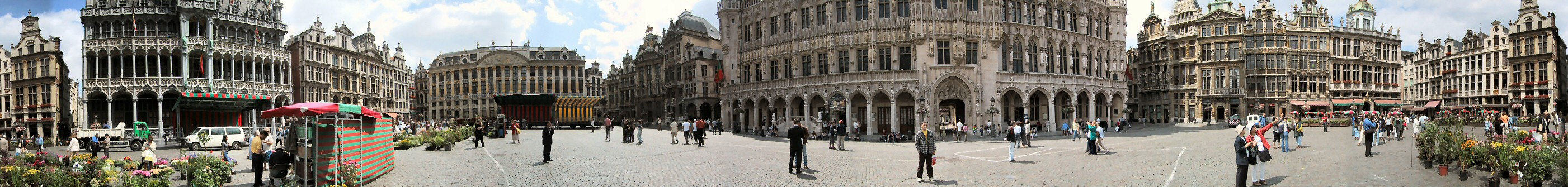
Grote markt